# Polo
Polo je momčadski sport u kojem je cilj jašući na konju postići pogodak loptom koja se udara dugačkom palicom. Svaka momčad se sastoji od četiri jahača. Igra se na prostranom travnatom terenu koji može biti i do 300x150 metara velik. Prostor za pogodak odnosno gol se sastoji od dvije visoke stative udaljene 8 jardi (nešto preko 7 metara). Lopta se jašući na konju udara palicom koja ima oblik čekića s vrlo dugom drškom, koja omogućava da igrač s konja dosegne lopticu koja je na tlu.
Igra se u periodima od 7 minuta koji se naziva chukka, a ovisno o nivou i vrsti natjecanja može se igrati na 4, 6 ili 8 chukka. Osim na otvorenom, postoji varijanta pola u dvorani, i tada se momčad sastoji od tri jahača.
Polo je najpopularniji u Argentini, Pakistanu, Engleskoj i SAD gdje postoje i profesionalne lige. Polo je svojevremeno bio i u programu Olimpijskih igara, više o tome u članku Polo na Olimpijskim igrama.

## Igrači
Svaka se momčad sastoji od četiri igrača na konjima, koji mogu biti mješoviti timovi muškaraca i žena.
Svaka pozicija dodijeljena igraču ima određene odgovornosti:
Broj jedan je pozicija na terenu najviše orijentirana na napad. Poziciju broj jedan uglavnom pokriva broj četiri protivničke momčadi; obično novak ekipe.
Broj dva ima važnu ulogu u napadu, ili prolazeći kroz sebe[loš prijevod?] i postižući bodove ili prolazeći do broja jedan i ulazeći iza njih.[loš prijevod?] Obrambeno će pokrivati pozicoju tri protivničke momčadi, najčešće najboljeg igrača druge momčadi. S obzirom na težinu ove pozicije, nije rijetkost da najbolji igrač u momčadi igra broj dva, sve dok je još jedan jak igrač dostupan za igranje na poziciji tri.
Broj tri je taktički vođa i mora biti dugi snažni napadač kako bi hranio[loš prijevod?] lopte igračima na pozicojama 2 i 1, kao i održavajući čvrstu obranu. Najbolji igrač u momčadi obično je igrač broj tri, koji obično ima najveći hendikep.[loš prijevod?]
Broj četiri je primarni obrambeni igrač. Mogu se kretati bilo gdje na terenu, ali obično pokušavaju spriječiti bodovanje.[loš prijevod?] Naglasak na obrani od strane broja četiri omogućuje broju tri da pokuša igrati napadački jer zna da će biti pokriveni ako izgube loptu.
Polo se mora igrati desnom rukom kako bi se spriječili frontalni sudari.